# 戴
戴（たい）は、漢姓のひとつ。『百家姓』の116番目。
2020年の中華人民共和国の第7回全国人口調査（国勢調査）に基づく姓氏統計によると中国で96番目に多い姓であり、262.03万人がいる。一方、台湾の2018年の統計では第50位で、82,988人がいる。

## 由来
『春秋左氏伝』昭公八年に宋の戴悪なる人物が見える。『元和姓纂』などによると、戴氏は宋の戴公の子孫であって、戴公の諡を氏にしたのだとする。いっぽう、『通志』氏族略では宋に滅ぼされた戴国の末裔が名乗ったという説を述べている。
ほかに漢民族以外の戴氏も存在する。
第二次漢字簡化方案では「戴」が「代」となったため、「代」姓に改姓した人もいる。

## 著名な人物
- 戴徳 - 前漢の儒学者。『大戴礼記』を編集したといわれる。
- 戴聖 - 前漢の儒学者。戴徳の甥。『礼記』を編集したといわれる。
- 戴叔倫 - 唐の詩人。
- 戴進（中国語版） - 明の画家。
- 戴震 - 清の学者、思想家。
- 戴潮春 - 19世紀の台湾の人物。戴潮春の乱を起こした。
- 戴望舒（中国語版） - 詩人。
- 戴季陶 - 中華民国の政治家。
- 戴笠 - 中華民国の政治家、軍人。
- 戴秉国 - 外交官。トゥチャ族。
- 戴相竜 - 元中国人民銀行総裁。
- 戴旭 - 元軍人、著作家。
- 戴晴（中国語版） - ジャーナリスト。三峡ダムの問題点を批判し、六四天安門事件の後に逮捕された。
- ダイ・シージエ（戴思杰）- 映画監督、作家。
- 戴琳 - サッカー選手。
- 戴立忍 - 台湾の俳優、映画監督。
- 戴国煇 - 台湾近代史研究家、農学者、著作家。
- VOFAN（戴源亨） - 台湾出身のイラストレーター、漫画家。
- 戴耀廷 - 香港の法学者。反政府デモの中心人物。
- ペニー・ダイ（戴佩妮）- マレーシア出身のシンガーソングライター。
- 戴資穎 - 台湾のバドミントン選手。

### 架空の人物
- 戴宗 - 『水滸伝』の登場人物。
- 戴春 - 『蕩寇志』の登場人物。
- 戴全 - 『蕩寇志』の登場人物。